# Giacomo di Gesù
Giacomo di Gesù, in spagnolo: Santiago de Jesús, al secolo Santiago Arriaga y Arrien (Arrieta, 22 novembre 1903 – Cuenca, 24 settembre 1936), è stato un presbitero spagnolo dell'Ordine della Santissima Trinità. Venne fucilato dai repubblicani, in odium fidei, durante la guerra civile spagnola e venne beatificato come martire da papa Benedetto XVI nel 2007.

## Biografia
Santiago Arriaga y Arrien nasce il 22 novembre 1903 in Arrieta (Biscaglia-Spagna). Ingresò nell'Ordine della Santissima Trinità, nel Santuario della Bien Aparecida (Cantabria), il 3 ottobre 1919. Fece i suoi primi voti il 5 ottobre 1920. Studiò filosofia a Villanueva del Arzobispo (1920-1922) e nella Pontificia Università Gregoriana di Roma (1922-1924), dove compie anche gli studi di teologia (1924-1928). Il 25 dicembre 1924 emette la sua professione solenne a Roma, ricevendo l'ordinazione sacerdotale il 3 luglio 1927. Nel 1928 è destinato ad Algorta, dove insegna fino al 1930. In quello stesso annoè inviato al convento di Belmonte, rivestendo gli incarichi di professore di filosofia (1930-1932) e di teologia (1932-1936), nonché di maestro degli studenti trinitari (1932-1936).
Quando Belmonte viene occupata dai miliziani repubblicani, il 28 luglio 1936, Giacomo di Gesù si appresta a nascondere i suoi studenti. Poi è arrestato e portato in carcere insieme ai suoi compagni Luigi di San Michele dei Santi, Melchiorre dello Spirito Santo e Giovanni della Vergine del Castellar. I quattro religiosi furono fucilati il 24 settembre 1936 alle porte del cimitero di Cuenca.

## Culto
Giacomo di Gesù fu beatificato il 28 ottobre 2007, a Roma, su mandato di papa Benedetto XVI. La cerimonia fu presieduta dal cardinale José Saraiva Martins, prefetto della Congregazione per le cause dei santi. In essa furono beatificati 498 martiri spagnoli, uccisi "in odium fidei" durante la guerra civile spagnola.
Il Martirologio romano riprende la memoria di Giacomo e dei suoi compagni il 24 settembre, anche se la Chiesa cattolica ha concesso la sua memoria liturgica il giorno 6 novembre, insieme a tutti i martiri spagnoli del XX secolo. All'interno della chiesa di san Giovanni di Matha di Alcorcón, nella capella del Santissimo, si venerano le spoglie mortali dei quattro martiri trinitari di Belmonte.